# سيرجيو جوتيريز فيرول
سيرجيو جوتيريز فيرول (بالإسبانية: Sergio Gutiérrez-Ferrol)‏ مواليد 5 مارس 1989، هو لاعب كرة مضرب إسباني يلعب باليد اليمنى. أعلى تصنيف له في الفردي كان المركز الـ 173 في سنة 2012. أعلى تصنيف له في الزوجي كان المركز الـ 413 في سنة 2011.

## روابط خارجية
- سيرجيو جوتيريز فيرول على موقع رابطة محترفي التنس (الإنجليزية)
- سيرجيو جوتيريز فيرول على موقع الاتحاد الدولي لكرة المضرب (الإنجليزية)
- سيرجيو جوتيريز فيرول على موقع خلاصة التنس.كوم (الإنجليزية)